# Resolució 1679 del Consell de Seguretat de les Nacions Unides
La Resolució 1679 del Consell de Seguretat de les Nacions Unides fou adoptada per unanimitat el 16 de maig de 2006. Després de recordar les resolucions 1556 (2004), 1564 (2004), 1574 (2004), 1590 (2005), 1591 (2005), 1593 (2005), 1663 (2006), i 1665 (2006) sobre la situació al Sudan, el Consell va recolzar una decisió del Consell de Pau i Seguretat de la Unió Africana per avançar amb una força de manteniment de la pau les Nacions Unides al Darfur el més aviat possible.
Després de l'aprovació de la Resolució 1679, Xina va dir que no donaria suport a cap altra resolució contra el Sudan sota l'autoritat del Capítol VII, llevat que ho aprovés el govern del Sudan.

## Resolució

### Observacions
En el preàmbul de la resolució, el Consell va expressar la seva preocupació per les conseqüències de la guerra prolongada al Darfur sobre la població civil i va reiterar que totes les parts havien d'acabar immediatament amb la violència. També li preocupava que el conflicte pogués afectar la resta del Sudan i el seu veí Txad, i el Consell va assenyalar que deteriorava les relacions entre els dos països.
Mentrestant, els membres del Consell van felicitar els esforços polítics per resoldre la crisi al Darfur liderats per la Unió Africana. A més van ser ben rebuts els esforços de la Missió de la Unió Africana al Sudan (AMIS), tot i les "circumstàncies excepcionalment difícils". El Consell preveia una continuació de l'operació de les Nacions Unides al Darfur amb la participació africana.

### Actes
Actuant sota el Capítol VII de la Carta de les Nacions Unides, el Consell va convidar a les parts en l'Acord de pau de Darfur a respectar els compromisos que havien fet i aplicar immediatament l'acord, mentre que els que no havien signat l'acord foren instats a fer-ho. Va expressar la seva intenció de considerar sancions contra qualsevol partit o individu que obstaculitzés l'aplicació de l'acord.
Es va demanar a la Unió Africana que consultés amb les Nacions Unides, les organitzacions internacionals i els països sobre mesures per enfortir la capacitat d'AMIS per fer complir els acords de seguretat de l'Acord de pau de Darfur, tot responent la decisió de la Unió Africana de transformar la seva operació en una operació de les Nacions Unides. Totes les decisions relacionades amb la nova operació es discutirien amb els que formen part de l'acord de pau.
Finalment, la resolució va demanar al secretari general de les Nacions Unides Kofi Annan que presentés recomanacions sobre el mandat, estructura, força, cost i possibles participants de l'operació de les Nacions Unides a Darfur, una setmana després del retorn d'una missió d'avaluació.